# Министерство внутренних дел и культуры Бутана
Министерство внутренних дел и культуры Бутана (дзонг-кэ ནང་སྲིད་དང་སྲོལ་འཛིན་ལྷན་ཁག་, вайли nang-srid(-dang srol-'dzin) lhan-khag, лат. Nangsi Lhenkhag) — министерство Бутана, которое осуществляет надзор и правопорядок; гражданскую администрацию, иммиграционные услуги, выдачу гражданства и других соответствующих документов; предоставление услуг органами местного самоуправления, а также сохранение, развитие и защиту культуры и наследия Бутана.

## История
20 мая 1968 года на 28-й сессии Национальной ассамблеи был назначен первый министр внутренних дел Бутана. До 1999 года на эту должность министр назначался королём (Друк Гьялпо). В 1999 году в качестве важного шага на пути к демократизации король Джигме Сингье Вангчук отказался от своей роли в процессе принятия решений в кабинете. Шесть новых министров были избраны голосованием в Национальной ассамблее.

## Структура
- Бюро законности и порядка
- Департамент гражданской регистрации и переписи населения
- Департамент культуры и наследия
- Офис уполномоченного по переписи

### Департамент иммиграции
Департамент Иммиграции отвечает за иммиграцию и таможню. Он осуществляет политику, касающуюся виз, найма и инспекции иностранной рабочей силы, импорта товаров и обеспечения безопасности границ. Его должностным лицам предоставляются широкие полномочия и дискреционные полномочия в области охраны общественного и частного порядка как на границе, так и в Бутане.

### Департамент местного самоуправления
Департамент местного самоуправления косвенно участвует в правоохранительной деятельности, оказывая юридическую поддержку и консультативную помощь местным администрациям дзонгкхагов, дунгхагов, гевогов и муниципальным администрациям в арбитражных делах и спорах. Местные органы власти, со своей стороны, обладают регулирующими и нормотворческими полномочиями, включая налогообложение, которые могут применяться на местном уровне.

## Список министров
| Номер | Фамилия                                    | Термин                        |
| ----- | ------------------------------------------ | ----------------------------- |
| 1     | льонпо Тамджи Джагар                       | 1968—1985                     |
| 2     | Его Высочество принц Намгьял Вангчук       | 1985—1991                     |
| 3     | льонпо Даго Церинг                         | 1991 — июнь 1998              |
| 4     | льонпо Тинлей Гьямцо                       | июль 1998 — август 2003       |
| 5     | льонпо Джигме Тинлей                       | август 2003 — июль 2007       |
| 6     | льонпо Минджур Дорджи                      | апрель 2008 —                 |
| 7     | льонпо Дамчо Дорджи                        | 2013 — 2015                   |
| 8     | льонпо Дава Гъялцен (англ. Dawa Gyaltshen) | 2015 — 2018                   |
| 9     | льонпо Шераб Гъялцен                       | ноябрь 2018 — настоящее время |